# U35 (潜水艦・初代)
U-35はドイツ帝国海軍がかつて運用したU31型Uボート潜水艦。潜水艦史上最多となる224隻の船を撃沈したUボートである。
ロタール・フォン・アルノー・ド・ラ・ペリエールがU-35の就役期間中において最も長い間艦長を務めた。ペリエールはU-35にて195隻の船を沈め、Uボートにおいて最も成功した潜水艦艦長となった。

## 艦歴
1912年12月20日にキールのゲルマニアヴェルフト社にて起工された。納期は1914年3月1日とされていたが、ディーゼルエンジン開発における問題により延期され、ヴァルデマール・コファメルの指揮の下、1914年11月3日に就役、ヘルゴラント島に駐屯している第2艦隊に配備された。
U-35は、北海での偵察任務にて2度の哨戒を行った。その後3度の哨戒において17隻の商船を沈め、総登録トン数は合計25,716GRTとなった。モンテネグロのカタロ近海における戦闘後、U-34と共に3隻の商船を撃沈した。U-35はその後2度の哨戒を行い、さらに15隻を撃沈した。この中には、1915年10月23日にエーゲ海を航行していたイギリス海軍の「マルケット」が含まれていた。
1915年11月9日、U-35はU-34と共に「カリフォルニアン」を撃沈した。「カリフォルニアン」は1912年4月15日の「タイタニック」沈没時、当該海域の最も近くを航行していたが救助活動を行わなかったことで知られている。U-34が初めに「カリフォルニアン」を雷撃した後、U-35は止めとなる雷撃を行った。
1915年11月18日、ペリエールがU-35の艦長に就いた。ペリエールは主に地中海で15度の哨戒任務を指揮し、189隻の商船を撃沈、総登録トン数は計446,708GRTに及んだ。さらに、U-35は1916年2月29日にイギリスの砲艦「HMSプリムラ」を沈め、1916年10月2日にフランスの砲艦「リゲル」を沈めた。
1916年2月26日には武装商船の巡洋艦「ラ・プロヴァンス」を魚雷で撃沈した。「ラ・プロヴァンス」はセリゴ島の近海にて1,800名のフランス軍兵士を乗せており、990名を失った
。
ペリエール指揮下における14度目の哨戒（1916年7月26日から8月20日）では54隻の商船（合計90,350GRT）を撃沈し、史上最も戦果を挙げた潜水艦哨戒となった。
U-35はまた、1916年10月4日にフランスの輸送船「ガリア」を撃沈し、600名から1,800名の乗員が亡くなった。
1918年3月17日にはエルンスト・フォン・フォークトがU-35の指揮を執った。フォークトは1918年9月7日から10月9日まで2度の哨戒を行ったが、エンジンの損傷によりどちらの哨戒もすぐに中断された。1918年10月14日、ハイノ・フォン・ハイムブルク指揮下にてキールに移管された。 

## その後
第一次世界大戦後、U-35は1920年までイギリスのブライスに係留され、その後解体された。 

## ルーム40の保存文書
U-35
艦長は1916年1月までコファメルが務め、1918年まではペリエール、その後はフォークト。1914年11月初旬にキールで完成し、1914年11月15日から1915年1月12日まで艦隊で訓練を行った。その後北海に出航し、第2艦隊に加わった。
- 1915年1月19 - 21日。湾岸哨戒。
- ?1915年1月23 - 26日。湾岸哨戒。
- 1915年2月1日。湾岸哨戒。
- 1915年3月7 - 20日。ドーバー海峡経由でアイリッシュ海へ航行。
- 1915年4月29日 - 5月2日。北海。 S.S.1隻撃沈。エンジントラブルで帰投。
- 1915年5月29日から6月23日。アイルランドの南へのノースアバウト。 S.S.5隻、S.V.9隻撃沈。
- 1915年8月4 - 23日。ノースアバウトの地中海に向けてS.V.3隻を沈め、1915年8月23日にカタロに入港、カタロ艦隊に加わった。
- 1915年9月12 - 22日。カタロを離れ、S.S.3隻を沈めた。1つはC・マッタパンの近く、もう1つはクレタ島の南。カタロに戻った。
- 1915年10月初旬。詳細は不明。
- 1915年10月30日 - 1915年11月13日。11月5日、地中海東部にてエジプトのHMSタラを含めた11隻のS.V.を沈めた。巡洋艦アッバスと損傷したヌールエルバール、すべてソルム湾。11月8日、フランスの武装船に攻撃された。
- 1915年12月中旬から1916年1月6日。地中海中部。S.S.5隻を沈め、HMSミモザに対して2発の魚雷を発射した。
- 16年2月21日? 1916年3月4日。地中海中央で、3隻を沈め、オリンピックを2回攻撃、2月24日にHMSマーガレットと交戦した。
- 16年3月27日から4月17日。スペインの海域にてS.S.8隻が沈没。
- 16年6月。今月の航行で、U-35は6月21日にカルタヘナに投入された。S.S.19隻とS.V.21隻を撃沈。
- 16年7月27日から8月15日。カタロから地中海西部のスペイン海域への航行20日間で、U-35はS.S.29隻、S.V.24隻を沈めた。
- 17年2月6日から3月2日。地中海西部でS.S.7隻、S.V.6隻を沈めた。
- 17年3月30日から約5月6日まで。地中海西部でS.S. 3隻、S.V.3隻、もう1隻の商船を沈めた。
- 17年10月4/5日 - 11月6日。10月13/14日の夜、カタロを出てジブラルタル海峡を通過した。
- 17年12月7/8日-1918年1月1日。カタロを発ち、12月15日に水上飛行機に爆撃された。12月16/17日の夜にジブラルタル海峡を通過した。
- 18年2月。U-35はさらに巡航し、26,000トンの沈没が主張されました。この後、彼女の有名な司令官フォン・アルノー・デ・ラ・ペリエールが移籍。エルンスト・フォン・フォークトが艦長を引き継いだ。
- 18年8月と9月初旬の航行でS.S.3隻を撃沈。
- 18年10月にキールに戻り、1918年11月27日にハーウィッチに降伏した。

注：S.S. = 蒸気船; S.V. = 帆船; ノースアバウト = スコットランド周辺

## 戦果一覧

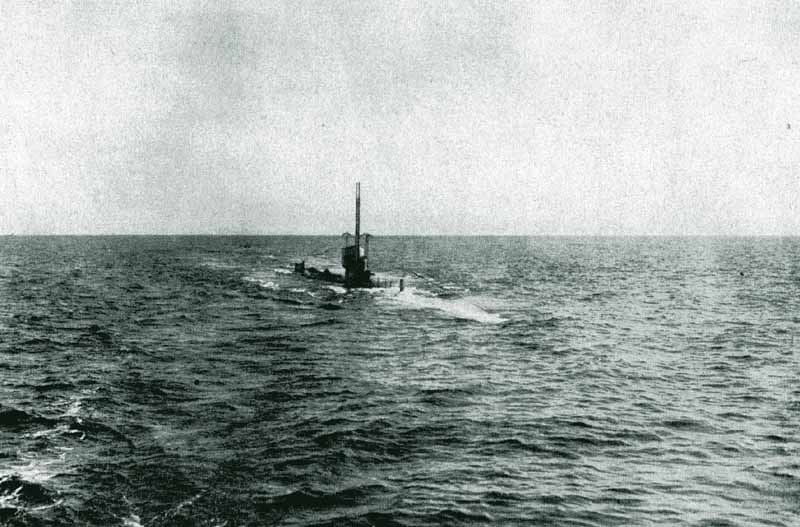
地中海海面のU-35

| 日付           | 船名/艦名                     | 国籍/所属          | トン数                 | 結果 |
| -------------- | ----------------------------- | ------------------ | ---------------------- | ---- |
| 1915年3月9日   | ブラックウッド                | イギリス           | 1,230                  | 沈没 |
| 1915年3月9日   | グリ・ネ                      | フランス           | 208                    | 沈没 |
| 1915年3月15日  | ハインドフォード              | イギリス           | 4,286                  | 損傷 |
| 1915年4月30日  | ライラ                        | ノルウェー         | 748                    | 沈没 |
| 1915年6月2日   | キューバノ                    | ノルウェー         | 4,352                  | 沈没 |
| 1915年6月4日   | ジョージ＆メアリー            | イギリス           | 100                    | 沈没 |
| 1915年6月6日   | サンライト                    | イギリス           | 1,433                  | 沈没 |
| 1915年6月7日   | トゥルドヴァン                | ノルウェー         | 1,041                  | 沈没 |
| 1915年6月8日   | エクスプレス                  | イギリス           | 115                    | 沈没 |
| 1915年6月8日   | ラ・リベルテ                  | フランス           | 302                    | 沈没 |
| 1915年6月8日   | ストラスカーロン              | イギリス           | 4,347                  | 沈没 |
| 1915年6月8日   | スザンナ                      | イギリス           | 115                    | 沈没 |
| 1915年6月10日  | トマシナ                      | ロシア帝国         | 1,869                  | 沈没 |
| 1915年6月12日  | ベルグレイド                  | ノルウェー         | 664                    | 沈没 |
| 1915年6月12日  | クラウンオブインディア        | イギリス           | 2,034                  | 沈没 |
| 1915年6月13日  | ディアマント                  | フランス           | 324                    | 沈没 |
| 1915年6月13日  | ホープマウント                | イギリス           | 3,300                  | 沈没 |
| 1915年6月13日  | ペルハム                      | イギリス           | 3,534                  | 沈没 |
| 1915年8月10日  | バルツァー                    | ロシア帝国         | 343                    | 損傷 |
| 1915年8月10日  | フランソワ                    | フランス           | 2,212                  | 沈没 |
| 1915年8月10日  | モルナ                        | ノルウェー         | 1,512                  | 沈没 |
| 1915年9月17日  | ラビタイラー                  | フランス           | 2,815                  | 沈没 |
| 1915年9月19日  | ラマザン                      | イギリス           | 3,477                  | 沈没 |
| 1915年9月20日  | リンクモア                    | イギリス           | 4,306                  | 沈没 |
| 1915年10月18日 | シラー                        | イタリア王国       | 1,220                  | 沈没 |
| 1915年10月23日 | マルケット                    | イギリス           | 7,057                  | 沈没 |
| 1915年11月3日  | ウーリッジ                    | イギリス           | 2,936                  | 沈没 |
| 1915年11月5日  | HMSタラ                       | イギリス海軍       | 1,862                  | 沈没 |
| 1915年11月5日  | アッバス                      | エジプト海軍       | 298                    | 沈没 |
| 1915年11月5日  | Nour-el-bahr                  | エジプト           | 450                    | 損傷 |
| 1915年11月6日  | カリア                        | イギリス           | 3,032                  | 沈没 |
| 1915年11月6日  | クランマカリスター            | イギリス           | 4,835                  | 沈没 |
| 1915年11月6日  | ルミナ                        | イギリス           | 6,218                  | 沈没 |
| 1915年11月7日  | ムアイーナ                    | イギリス           | 4,994                  | 沈没 |
| 1915年11月8日  | デンオブクロムビー            | イギリス           | 4,949                  | 沈没 |
| 1915年11月8日  | リチャード・オードリー        | イギリス           | 2,234                  | 沈没 |
| 1915年11月8日  | ワカスタ                      | ノルウェー         | 3,521                  | 沈没 |
| 1915年11月9日  | カリフォルニアン              | イギリス           | 6,223                  | 沈没 |
| 1916年1月17日  | サザーランド                  | イギリス           | 3,542                  | 沈没 |
| 1916年1月18日  | マレレ                        | イギリス           | 6,443                  | 沈没 |
| 1916年1月20日  | トレマトン                    | イギリス           | 4,198                  | 沈没 |
| 1916年2月26日  | ラプロヴァンス                | フランス           | 13,753                 | 沈没 |
| 1916年2月27日  | ジャワ                        | イタリア王国       | 2,755                  | 沈没 |
| 1916年2月28日  | マスンダ                      | イギリス           | 4,952                  | 沈没 |
| 1916年2月29日  | HMSプリムラ                   | イギリス海軍       | 1,250                  | 沈没 |
| 1916年3月23日  | ミネアポリス                  | イギリス           | 13,543                 | 沈没 |
| 1916年6月13日  | マリアC                       | イタリア王国       | 77                     | 沈没 |
| 1916年6月13日  | モティア                      | イタリア王国       | 500                    | 沈没 |
| 1916年6月13日  | サンフランチェスコディパオラ  | イタリア王国       | 43                     | 沈没 |
| 1916年6月14日  | アントニアV                   | イタリア王国       | 132                    | 沈没 |
| 1916年6月14日  | ジオスエ                      | イタリア王国       | 20                     | 沈没 |
| 1916年6月14日  | サンフランチェスコ            | イタリア王国       | 28                     | 沈没 |
| 1916年6月14日  | タヴォラーラ                  | イタリア王国       | 701                    | 沈没 |
| 1916年6月15日  | アデリナ                      | イタリア王国       | 170                    | 沈没 |
| 1916年6月15日  | アネット                      | イタリア王国       | 112                    | 沈没 |
| 1916年6月15日  | オーダス                      | イタリア王国       | 144                    | 沈没 |
| 1916年6月15日  | S.マリア                      | イタリア王国       | 515                    | 沈没 |
| 1916年6月15日  | サルデーニャ                  | イギリス           | 1,119                  | 沈没 |
| 1916年6月16日  | ドルメッタM                   | イタリア王国       | 48                     | 沈没 |
| 1916年6月16日  | エラ                          | イタリア王国       | 1,078                  | 沈没 |
| 1916年6月16日  | ユーフラシア                  | イタリア王国       | 71                     | 沈没 |
| 1916年6月16日  | ガフサ                        | イギリス           | 3,922                  | 沈没 |
| 1916年6月16日  | ロンディン                    | イタリア王国       | 112                    | 沈没 |
| 1916年6月17日  | ポビガ                        | イタリア王国       | 3,360                  | 沈没 |
| 1916年6月18日  | アクィラ                      | ノルウェー         | 2,191                  | 沈没 |
| 1916年6月18日  | ビーチー                      | イギリス           | 4,718                  | 沈没 |
| 1916年6月18日  | オルガ                        | フランス           | 2,964                  | 沈没 |
| 1916年6月18日  | ロナ                          | イギリス           | 1,312                  | 沈没 |
| 1916年6月19日  | France Et Russie              | フランス           | 329                    | 沈没 |
| 1916年6月19日  | マリオC                       | イタリア王国       | 398                    | 沈没 |
| 1916年6月23日  | ジュゼッピーナ                | イタリア王国       | 1,872                  | 沈没 |
| 1916年6月23日  | エロー                        | フランス           | 2,299                  | 沈没 |
| 1916年6月24日  | キャンフォードチャイン        | イギリス           | 2,398                  | 沈没 |
| 1916年6月24日  | チェッキナ                    | フランス           | 184                    | 沈没 |
| 1916年6月24日  | 大雪丸                        | 日本               | 3,184                  | 沈没 |
| 1916年6月24日  | サンフランチェスコ            | イタリア王国       | 1,060                  | 沈没 |
| 1916年6月24日  | サトゥルニーナファニー        | イタリア王国       | 1,568                  | 沈没 |
| 1916年6月25日  | クララ                        | イタリア王国       | 5,503                  | 沈没 |
| 1916年6月25日  | フォーネル                    | フランス           | 2,047                  | 沈没 |
| 1916年6月27日  | モンギベッロ                  | イタリア王国       | 4,059                  | 沈没 |
| 1916年6月27日  | ピノ                          | イタリア王国       | 1,677                  | 沈没 |
| 1916年6月27日  | ローマ                        | イタリア王国       | 2,491                  | 沈没 |
| 1916年6月27日  | ウィンダミア                  | イギリス           | 2,292                  | 沈没 |
| 1916年6月29日  | カルロアルベルト              | イタリア王国       | 312                    | 沈没 |
| 1916年6月29日  | ジュゼッピーナ                | イタリア王国       | 214                    | 沈没 |
| 1916年6月29日  | テアーノ                      | イギリス           | 1,907                  | 沈没 |
| 1916年7月28日  | ダンドロ                      | イタリア王国       | 4,977                  | 沈没 |
| 1916年7月30日  | ブリタニック                  | イギリス           | 3,487                  | 沈没 |
| 1916年7月30日  | Ethelbryhta                   | イギリス           | 3,084                  | 沈没 |
| 1916年7月30日  | ジュゼッペマルタ              | チュニジア         | 111                    | 沈没 |
| 1916年7月30日  | カトルム                      | デンマーク         | 1,324                  | 沈没 |
| 1916年7月31日  | チッタディメッシーナ          | イタリア王国       | 2,464                  | 沈没 |
| 1916年7月31日  | エイナル                      | ノルウェー         | 135                    | 沈没 |
| 1916年7月31日  | エミリオG                     | イタリア王国       | 166                    | 沈没 |
| 1916年7月31日  | エルリング                    | ノルウェー         | 122                    | 沈没 |
| 1916年7月31日  | Generale Ameglio              | イタリア王国       | 222                    | 沈没 |
| 1916年8月1日   | ヘイントン                    | イギリス           | 2,800                  | 沈没 |
| 1916年8月2日   | ユージニア                    | イタリア王国       | 550                    | 沈没 |
| 1916年8月2日   | ネプチューン                  | フランス           | 151                    | 沈没 |
| 1916年8月3日   | Tricoupis                     | ギリシャ           | 2,387                  | 沈没 |
| 1916年8月4日   | ファボニアン                  | イギリス           | 3,049                  | 沈没 |
| 1916年8月4日   | シエナ                        | イタリア王国       | 4,372                  | 沈没 |
| 1916年8月4日   | テティ                        | イタリア王国       | 2,868                  | 沈没 |
| 1916年8月4日   | トッテナム                    | イギリス           | 3,106                  | 沈没 |
| 1916年8月5日   | アキレウス                    | ギリシャ           | 843                    | 沈没 |
| 1916年8月5日   | マウントコニストン            | イギリス           | 3,018                  | 沈没 |
| 1916年8月7日   | ニューバーン                  | イギリス           | 3,554                  | 沈没 |
| 1916年8月7日   | トライデント                  | イギリス           | 3,129                  | 沈没 |
| 1916年8月8日   | インペリアル                  | イギリス           | 3,818                  | 沈没 |
| 1916年8月8日   | スペーム                      | イタリア王国       | 1,229                  | 沈没 |
| 1916年8月9日   | アンティオペ                  | イギリス           | 2,973                  | 沈没 |
| 1916年8月9日   | ガネコゴルタメンディ          | スペイン           | 3,061                  | 沈没 |
| 1916年8月9日   | セバスティアーノ              | イタリア王国       | 3,995                  | 沈没 |
| 1916年8月10日  | 天明丸                        | 日本               | 3,360                  | 沈没 |
| 1916年8月11日  | パガサリ                      | スペイン           | 3,287                  | 沈没 |
| 1916年8月12日  | ジーナ                        | イタリア王国       | 443                    | 沈没 |
| 1916年8月12日  | ネレウス                      | イタリア王国       | 3,980                  | 沈没 |
| 1916年8月12日  | レジーナ・パシス              | イタリア王国       | 2,228                  | 沈没 |
| 1916年8月12日  | セントガエタン                | フランス           | 125                    | 沈没 |
| 1916年8月13日  | バルモラル                    | イタリア王国       | 2,542                  | 沈没 |
| 1916年8月13日  | ユーラシア                    | イタリア王国       | 1,898                  | 沈没 |
| 1916年8月13日  | フランシスコ・ザビリオ        | イタリア王国       | 214                    | 沈没 |
| 1916年8月13日  | Ivar                          | デンマーク         | 2,139                  | 沈没 |
| 1916年8月14日  | エミリア                      | イタリア王国       | 319                    | 沈没 |
| 1916年8月14日  | フランチェスカ                | イタリア王国       | 161                    | 沈没 |
| 1916年8月14日  | ヘンリエットB                 | イタリア王国       | 176                    | 沈没 |
| 1916年8月14日  | イダ                          | イタリア王国       | 242                    | 沈没 |
| 1916年8月14日  | ラヴィニア                    | イタリア王国       | 243                    | 沈没 |
| 1916年8月14日  | ルイB                         | イタリア王国       | 212                    | 沈没 |
| 1916年8月14日  | パウサニアス                  | イタリア王国       | 107                    | 沈没 |
| 1916年8月14日  | ロザリオ                      | イタリア王国       | 188                    | 沈没 |
| 1916年8月14日  | サンフランチェスコディパオロ  | イタリア王国       | 112                    | 沈没 |
| 1916年8月14日  | サンジョバンニバティスタ      | イタリア王国       | 1,066                  | 沈没 |
| 1916年8月14日  | サンジュゼッペパトリアルカ    | イタリア王国       | 62                     | 沈没 |
| 1916年8月15日  | オーガスタ                    | イタリア王国       | 523                    | 沈没 |
| 1916年8月15日  | カンジダアルティエリ          | イタリア王国       | 282                    | 沈没 |
| 1916年8月15日  | Vergine Di Pompei             | イタリア王国       | 145                    | 沈没 |
| 1916年8月16日  | マドレ                        | イタリア王国       | 665                    | 沈没 |
| 1916年8月17日  | スウィディッシュプリンス      | イギリス           | 3,712                  | 沈没 |
| 1916年8月18日  | エリックス                    | イタリア王国       | 923                    | 沈没 |
| 1916年9月19日  | ドーリス                      | イタリア王国       | 1,250                  | 沈没 |
| 1916年9月19日  | テレサ                        | イタリア王国       | 270                    | 沈没 |
| 1916年9月22日  | ガリバルディ                  | イタリア王国       | 5,185                  | 沈没 |
| 1916年9月22日  | ジョヴァンニ・ザンベリ        | イタリア王国       | 2,485                  | 沈没 |
| 1916年9月23日  | チャーターハウス              | イギリス           | 3,021                  | 沈没 |
| 1916年9月24日  | ブロンウェン                  | イギリス           | 4,250                  | 沈没 |
| 1916年9月24日  | ブフィヨルド                  | ノルウェー         | 2,284                  | 沈没 |
| 1916年9月24日  | ニコロ                        | イタリア王国       | 5,466                  | 沈没 |
| 1916年9月25日  | ベンパーク                    | イタリア王国       | 3,842                  | 沈没 |
| 1916年9月26日  | ニュービー                    | イギリス           | 2,168                  | 沈没 |
| 1916年9月26日  | ロダム                        | イギリス           | 3,218                  | 沈没 |
| 1916年9月26日  | スタザ                        | イギリス           | 2,623                  | 沈没 |
| 1916年9月27日  | ララス                        | イギリス           | 1,752                  | 沈没 |
| 1916年9月27日  | セカンド                      | イギリス           | 3,912                  | 沈没 |
| 1916年9月27日  | ヴィンデッゲン                | ノルウェー         | 2,610                  | 沈没 |
| 1916年9月29日  | ウェヌス                      | イタリア王国       | 3,976                  | 沈没 |
| 1916年10月2日  | リゲル                        | フランス海軍       | 1,250                  | 沈没 |
| 1916年10月3日  | サモス                        | ギリシャ           | 1,186                  | 沈没 |
| 1916年10月4日  | バーク                        | ノルウェー         | 715                    | 沈没 |
| 1916年10月4日  | ガリア                        | フランス           | 14,966                 | 沈没 |
| 1916年10月5日  | オーロラ                      | イタリア王国       | 2,806                  | 沈没 |
| 1916年10月5日  | ヴェラ                        | スウェーデン       | 2,308                  | 沈没 |
| 1917年1月5日   | レズビアン                    | イギリス           | 2,555                  | 沈没 |
| 1917年1月5日   | サルヴァトーレパドレ          | イタリア王国       | 200                    | 沈没 |
| 1917年1月6日   | ハドワース                    | イギリス           | 3,966                  | 沈没 |
| 1917年1月7日   | モハックスフィールド          | イギリス           | 3,678                  | 沈没 |
| 1917年1月8日   | アンドニ                      | イギリス           | 3,188                  | 沈没 |
| 1917年1月8日   | リンフィールド                | イギリス           | 3,023                  | 沈没 |
| 1917年2月11日  | アスンタ                      | イタリア王国       | 132                    | 沈没 |
| 1917年2月12日  | ライマン・M・ロー             | アメリカ           | 1,300                  | 沈没 |
| 1917年2月13日  | パーシーロイ                  | イギリス           | 110                    | 沈没 |
| 1917年2月14日  | メリー                        | ロシア帝国         | 178                    | 沈没 |
| 1917年2月14日  | オセアニア                    | イタリア王国       | 4,217                  | 沈没 |
| 1917年2月15日  | ブランダ                      | イギリス           | 3,651                  | 沈没 |
| 1917年2月16日  | オリアナ                      | イタリア王国       | 3,132                  | 沈没 |
| 1917年2月16日  | プルデンツァ                  | イタリア王国       | 3,307                  | 沈没 |
| 1917年2月17日  | ピアアカバンユーバート        | イタリア王国       | 112                    | 沈没 |
| 1917年2月18日  | ジュゼッペ                    | イタリア王国       | 1,856                  | 沈没 |
| 1917年2月18日  | グイドT                       | イタリア王国       | 324                    | 沈没 |
| 1917年2月18日  | スコグランド                  | スウェーデン       | 3,264                  | 沈没 |
| 1917年2月23日  | ロングハースト                | イギリス           | 3,053                  | 沈没 |
| 1917年2月23日  | モンテヴィーゾ                | フランス           | 4,820                  | 損傷 |
| 1917年2月24日  | ドロシー                      | イギリス           | 3,806                  | 沈没 |
| 1917年2月24日  | プリコニソス                  | ギリシャ           | 3,537                  | 沈没 |
| 1917年4月3日   | Ardgask                       | イギリス           | 4,542                  | 沈没 |
| 1917年4月4日   | マーガレット                  | アメリカ           | 1,553                  | 沈没 |
| 1917年4月4日   | パークゲート                  | イギリス           | 3,232                  | 沈没 |
| 1917年4月7日   | メープルウッド                | イギリス           | 3,239                  | 沈没 |
| 1917年4月11日  | ミスモリス                    | イギリス           | 156                    | 沈没 |
| 1917年4月12日  | インディア                    | ギリシャ           | 2,933                  | 沈没 |
| 1917年4月13日  | ジュゼッペアカメ              | イタリア王国       | 3,224                  | 沈没 |
| 1917年4月13日  | オデュッセウス                | ギリシャ           | 3,463                  | 沈没 |
| 1917年4月13日  | ストロンボリ                  | イタリア王国       | 5,466                  | 沈没 |
| 1917年4月14日  | パタゴニア                    | イギリス           | 3,832                  | 沈没 |
| 1917年4月15日  | パナギドラカトス              | ギリシャ           | 2,734                  | 沈没 |
| 1917年4月17日  | ブリスベンリバー              | イギリス           | 4,989                  | 沈没 |
| 1917年4月17日  | コルフ                        | イギリス           | 3,695                  | 沈没 |
| 1917年4月17日  | ファーンムーア                | イギリス           | 3,098                  | 沈没 |
| 1917年4月18日  | トレキーブ                    | イギリス           | 3,087                  | 沈没 |
| 1917年4月19日  | Sowwell                       | イギリス           | 3,781                  | 沈没 |
| 1917年4月20日  | Leasowe Castle                | イギリス           | 9,737                  | 損傷 |
| 1917年4月20日  | ローデール                    | イギリス           | 2,260                  | 沈没 |
| 1917年4月20日  | Nentmoor                      | イギリス           | 3,535                  | 沈没 |
| 1917年4月23日  | バンディエラ・E・モロ         | イタリア王国       | 2,086                  | 沈没 |
| 1917年4月24日  | ビエンエイムプロフルイージ    | イタリア王国       | 265                    | 沈没 |
| 1917年4月24日  | Nordsøen                      | デンマーク         | 1,055                  | 沈没 |
| 1917年4月24日  | Torvore                       | ノルウェー         | 1,667                  | 沈没 |
| 1917年4月24日  | Vilhelm Krag                  | ノルウェー         | 3,715                  | 沈没 |
| 1917年4月27日  | トリアナ                      | スペイン           | 748                    | 沈没 |
| 1917年10月13日 | アラビ                        | イギリス           | 3,627                  | 沈没 |
| 1917年10月13日 | デスピナ・G・ミカリノス       | ギリシャ           | 2,851                  | 沈没 |
| 1917年10月13日 | ドリス                        | イタリア王国       | 3,979                  | 沈没 |
| 1917年10月13日 | リラ                          | イタリア王国       | 2,819                  | 沈没 |
| 1917年10月15日 | シティオブベルファスト        | イギリス           | 1,055                  | 損傷 |
| 1917年10月18日 | ロレンツォ                    | イタリア王国       | 2,498                  | 沈没 |
| 1917年10月19日 | 生駒丸                        | 日本               | 3,048                  | 沈没 |
| 1917年10月25日 | ファニープレスコット          | アメリカ           | 404                    | 沈没 |
| 1917年10月29日 | ナミュール                    | イギリス           | 6,694                  | 沈没 |
| 1917年10月31日 | カンブリック                  | イギリス           | 3,403                  | 沈没 |
| 1917年11月2日  | マリアディポルトサルボ        | イタリア王国       | 91                     | 沈没 |
| 1917年11月2日  | サンフランチェスコディパオラG | イタリア王国       | 91                     | 沈没 |
| 1917年12月11日 | ペルシャ                      | イギリス           | 3,874                  | 沈没 |
| 1917年12月20日 | フィスカス                    | イギリス           | 4,782                  | 沈没 |
| 1917年12月20日 | ウェイバリー                  | イギリス           | 3,853                  | 沈没 |
| 1917年12月23日 | ピエトロ                      | イタリア王国       | 3,860                  | 沈没 |
| 1917年12月24日 | ターンブリッジ                | イギリス           | 2,874                  | 沈没 |
| 1917年12月25日 | アルゴ                        | イギリス           | 3,071                  | 沈没 |
| 1917年12月25日 | クリフトンデール              | イギリス           | 3,811                  | 沈没 |
| 1917年12月25日 | Nordpol                       | ノルウェー         | 2,053                  | 沈没 |
| 1918年2月23日  | ウンベルト                    | ポルトガル         | 274                    | 沈没 |
| 1918年2月26日  | ピュテアス                    | ノルウェー         | 2,690                  | 沈没 |
| 1918年2月27日  | ケルマーン                    | イギリス           | 4,397                  | 損傷 |
| 1918年2月27日  | マルコーニ                    | イギリス           | 7,402                  | 損傷 |
| 1918年3月6日   | 大天丸                        | 日本               | 4,555                  | 沈没 |
| 1918年3月7日   | ベゴナNo.4                    | スペイン           | 1,850                  | 沈没 |
| 1918年3月9日   | シルバーデール                | イギリス           | 3,835                  | 沈没 |
|                |                               | 沈没: 損傷: Total: | 546,707 32,490 579,197 |      |